# Bradypodion atromontanum
Bradypodion atromontanum là một loài tắc kè hoa trong họ Chamaeleonidae. Loài này được Branch, Tolley & Tilbury mô tả khoa học đầu tiên năm 2006.
Đây là một loài tắc kè hoa nhỏ dài không quá 12 cm. Da thường có màu vàng nhạt/nâu pha chút xanh lục.
Đây là loài đặc hữu của vùng núi Swartberg, Western Cape, Nam Phi. Loài này xuất hiện ở khu bảo tồn thiên nhiên Swartberg. Chúng cũng được tìm thấy ở Groot Swartberg.